# John Moore (Bischof, 1835)
John Moore (* 27. Juni 1835 in Delvin, County Westmeath, Irland; † 30. Juli 1901 in Jacksonville, Florida, USA) war Bischof von Saint Augustine.

## Leben
John Moore kam im Alter von 14 Jahren in die Vereinigten Staaten. Seine Familie ließ sich in Charleston, South Carolina nieder. Er empfing am 9. April 1860 das Sakrament der Priesterweihe.
Am 16. Februar 1877 ernannte ihn Papst Pius IX. zum Bischof von Saint Augustine. Der Bischof von Charleston, Patrick Neeson Lynch, spendete ihm am 13. Mai desselben Jahres die Bischofsweihe; Mitkonsekratoren waren der Bischof von Wilmington, Thomas Andrew Becker, und der Bischof von Savannah, William Hickley Gross CSsR. Die Amtseinführung erfolgte am 20. Mai 1877.
Die Bishop Moore High School in Orlando ist nach ihm benannt.